# Eucocconotus cordillericus
Eucocconotus cordillericus är en insektsart som beskrevs av Max Beier 1960. Eucocconotus cordillericus ingår i släktet Eucocconotus och familjen vårtbitare. Inga underarter finns listade i Catalogue of Life.